# 10-Yard Fight
10-Yard Fight (10ヤードファイト Ten Yādo Faito?) är ett amerikansk fotboll-arkadspel utvecklat och utgivet i Japan av Irem och utgivet i USA av Taito och i Europa av Electrocoin. Spelet innehåller fem olika svårighetsgrader: high school, college, professionell, slutspel och Super Bowl
Spelet var ursprungligen ett arkadspel, utgivet 1983, innan det porterades till NES 1985. I Japan släpptes porteringen även till MSX.

### Fotnoter
1. 1 2  ”10-Yard Fight”. NES DB. 4 mars 1985. Arkiverad från originalet den 27 juni 2014. https://archive.is/20140627174708/http://www.nesdb.se/game_more.php?id=4&rid=4. Läst 27 juni 2014.